# Schwalbach (Sarre)
Schwalbach é um município da Alemanha localizado no distrito de Saarlouis, estado do Sarre.